# Loren Shriver
Loren James Shriver (Jefferson, 23 de setembro de 1944) é um astronauta norte-americano.
Piloto e oficial da Força Aérea, formado em engenharia aeronáutica, foi piloto instrutor de jatos T-38, serviu na Tailândia, cursou a Escola de Pilotos de Teste da Força Aérea dos Estados Unidos e realizou testes de voo com caças F-15.
Selecionado para a equipe de astronautas da NASA em 1978, foi três vezes ao espaço no programa do ônibus espacial, como piloto e comandante.
Seu primeiro voo foi na STS-51-C Discovery, em janeiro de 1985, a primeira missão com carga secreta do ônibus espacial. Em abril de 1990 foi comandante da STS-31 também com a Discovery, a missão que colocou o telescópio espacial Hubble em órbita da Terra. Sua terceira e última missão espacial foi em julho de 1992, com a STS-46 Atlantis.
Depois de sua última missão, trabalhou em cargos de diretoria na NASA até retirar-se da agência para atuar na iniciativa privada em 1997.